# Урсус (футбольний клуб)
Робітничий спортивний клуб «Урсус» (пол. Robotniczy Klub Sportowy Ursus) — польський футбольний клуб з однойменної дільниці Варшави, заснований у 1935 році. Виступає у Третій лізі. Домашні матчі приймає на Стадіоні РСК «Урсус», місткістю 1 500 глядачів.

## Досягнення
- Третя ліга (Групи ІІ, IV,)
  - Переможець (2): 1977/1978, 1984/1985.